# Aeolus (Oldehove)
De Aeolus is een korenmolen en voorheen ook pelmolen in het dorp Oldehove in de provincie Groningen.
De Aeolus is de kleinste en oudste van twee molens in Oldehove, de andere molen is De Leeuw. De Aeolus, de zuidelijke van de twee, is in 1846 gebouwd als koren- en pelmolen. Al rond 1920 zijn de pelstenen verdwenen, maar de molen is als korenmolen altijd professioneel in gebruik gebleven. De molen heeft een aantal restauraties ondergaan en is nu weer helemaal maalvaardig. De molenaarsfamilie Reitsema, die ook De Leeuw draaiende houdt, maalt op ambachtelijke wijze met deze molen. 
De molen is vanwege zijn bestemming als productiemolen slechts na afspraak met de molenaar te bezoeken.

## Afbeeldingen

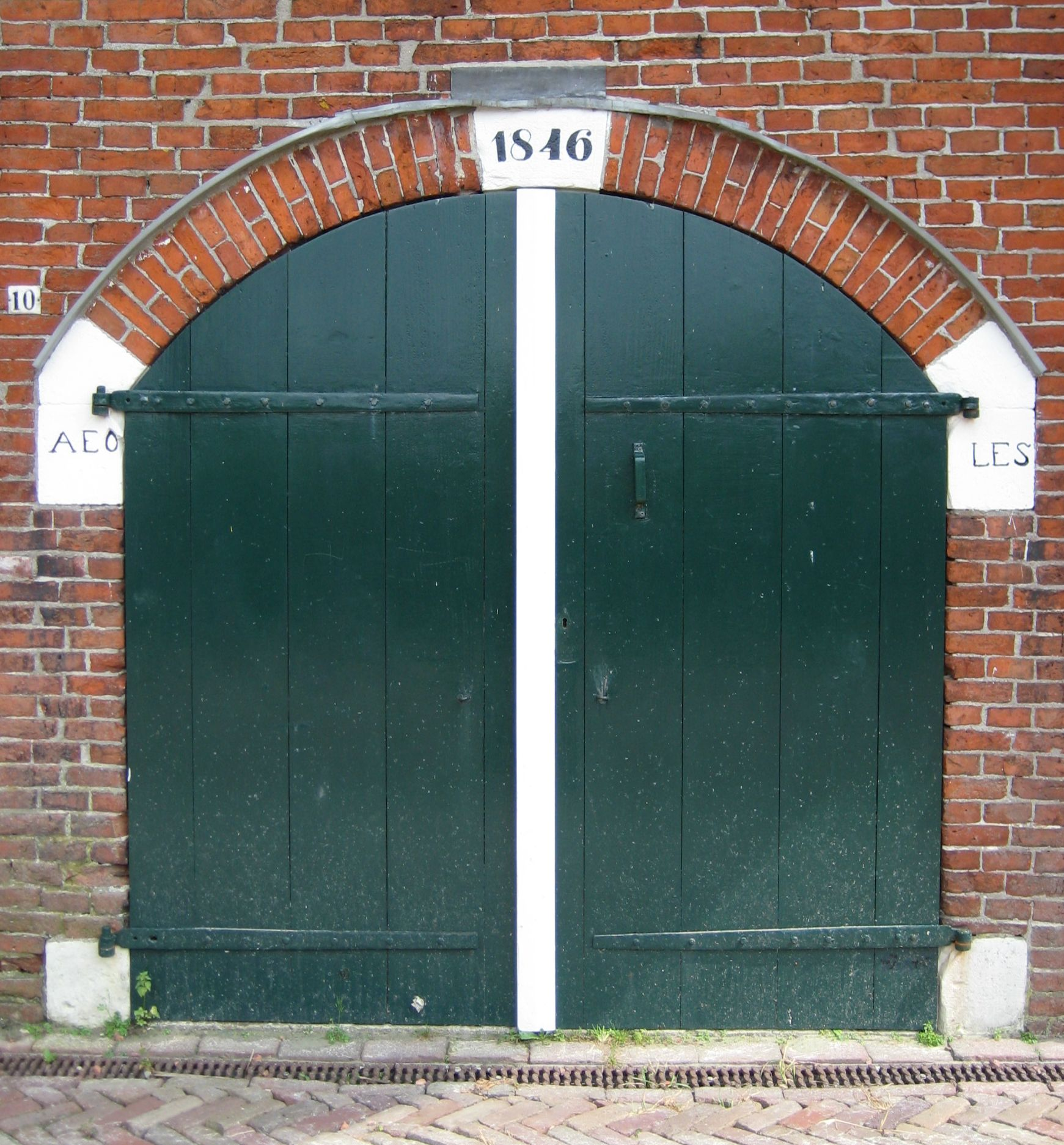
Ingang (2008)
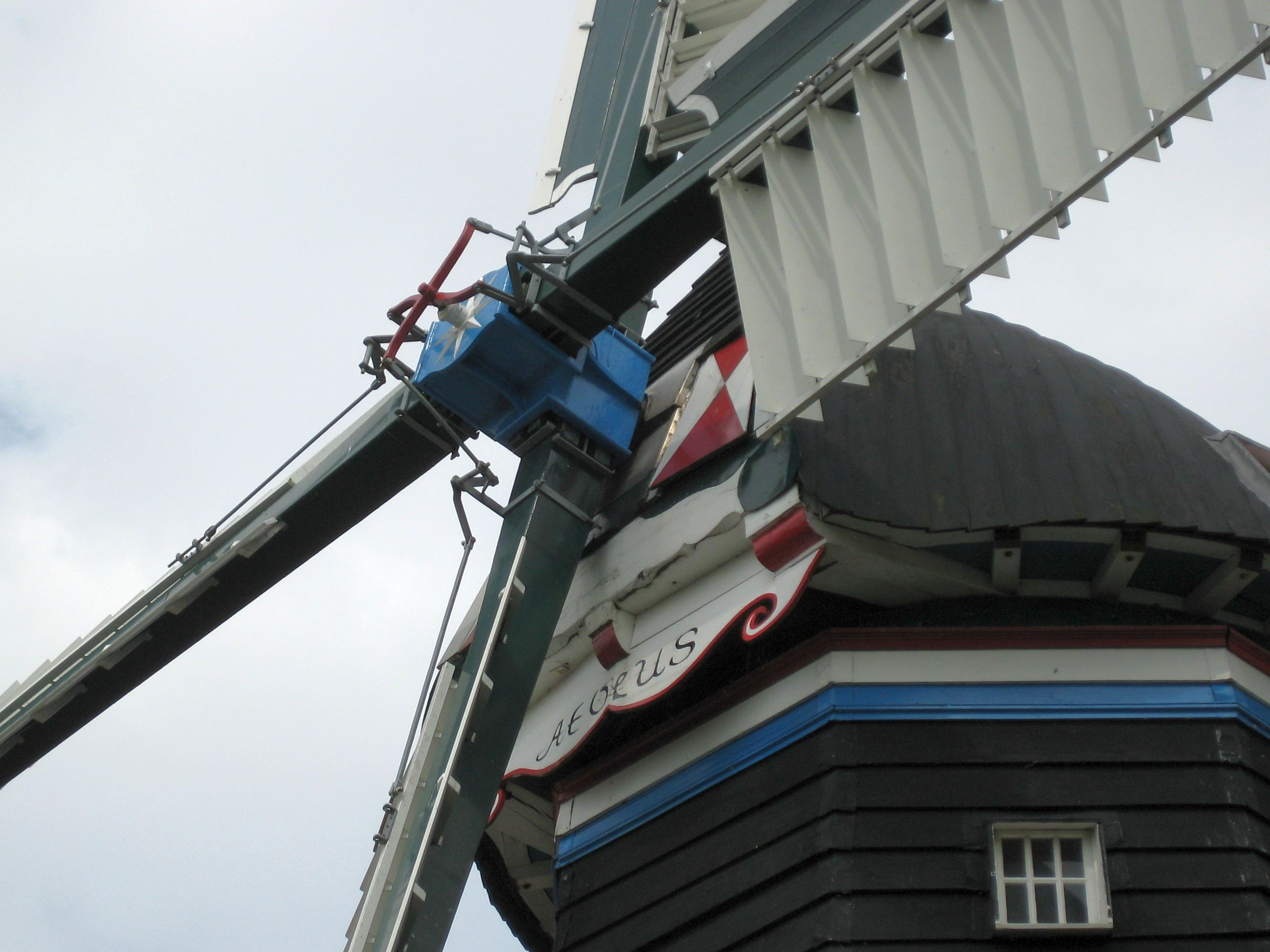
Wiekenkruis (2008)